# Fosétyl-aluminium
Le fosétyl-aluminium est un composé organométallique du groupe des phosphonates.

## Production et représentation
Le fosétyl-aluminium peut être tracé à partir du diéthylphosphite. Celui-ci réagit avec l'acide phosphorique, l'éthanolate de sodium et le nitrate d'aluminium pour le fosétyl-Al.

## Utilisation
Le fosétyl-aluminium est un fongicide systémique avec l'action protectrice et curative, lancé sur le marché par Rhône-Poulenc (maintenant Bayer CropScience). Il présente un effet fongicide systémique contre de nombreux champignons parasites, surtout de l'ordre des phycomycètes et des Oomycota. Il est surtout utilisé contre Plasmopara viticola dans la viticulture ainsi que contre le mildiou et autres maladies fongiques des cultures spécialisées comme la laitue, le concombre, le houblon, les fraises et les arbres d'ornement.

## Autorisation
Il est homologué contre le mildiou, la fonte des semis, le phytophtora, le pythium, l'excoriose, la pourriture noire, le rougeot parasitaire.

## Métabolisme
Le fosétyl-aluminium est rapidement réduit en acide phosphoreux dans le sol.